# Chorošovo (stanice Moskevského centrálního okruhu)
Chorošovo (rusky Хорошёво) je stanice na Moskevském centrálním okruhu. Je pojmenována podle čtvrti, ve které se částečně nachází. Ze stanice Chorošovo je možné uskutečnit bezplatný přestup na 600 metrů vzdálenou stanici Poležajevskaja Tagansko-Krasnopresněnské linky a 800 metrů vzdálenou stanici Chorošovskaja linky Bolšaja kolcevaja.

## Charakter stanice
Stanice Šelepicha se nachází ve čtvrtích Chorošovskij rajon (Хорошёвский район) a Chorošovo-Mňovniki (Хорошёво-Мнёвники) na nadjezdu nad Chorošovským šosse  (Хорошёвское шоссе). Stanice je propojena s nadchodem nad touto komunikací.
Stanice má dvě nástupiště, obě jsou zastřešena, jedno je bokové a druhé ostrovní. Stanice disponuje dvěma vestibuly, severní míří k prospektu Maršala Žukova  (Проспект Маршала Жукова), východ z jižního je k Chorošovskému šosse. 